# Hundredrooms
Hundredrooms es una empresa y metabuscador de alquiler vacacional fundado el año 2014 en Palma de Mallorca, Islas Baleares, España. En la actualidad, Hundredrooms agrega en su sitio más de 7 millones de alojamientos en todo el mundo de diferentes webs; entre ellas, Booking, HomeAway y Wimdu. En 2017 obtuvo una mención en el blog oficial de Google España como caso de éxito.

## Historia
Hundredrooms nace el 3 de marzo de 2014 como iniciativa de José Luis Martínez Rodríguez, miembro fundador y actual CEO de la compañía. Tras su experiencia previa en metabuscadores similares como eDreams o Kayak y el creciente auge de la economía colaborativa, Hundredrooms surge como el primer metabuscador en su sector y con el fin de reunir todas las ofertas de alquiler vacacional en un mismo sitio. Entre 2015 y 2016 recibió importantes aportaciones de capital lideradas por Seaya Ventures y llegó a ser finalista en la feria del turismo de Madrid organizada por FITUR.

## Funcionamiento
Con cada búsqueda en Hundredrooms, el usuario accede a una base de datos de más de 7 millones de alojamientos publicados en plataformas digitales externas como HomeAway o Booking, entre otras. Dependiendo de sus preferencias -número de huéspedes y fechas-, el metabuscador ofrece una selección que agrupa aquellos establecimientos disponibles para clasificarlos por web y precio, facilitando la tarea de comparación al usuario en cuestión. Asimismo, en la página de resultados, el predictor de precios de Hundredrooms permite ver la evolución de los costes a lo largo de un periodo de 365 días.

## Internacionalización
Tras una fase inicial operando solo en España, a finales de 2016 comienza la expansión a nivel internacional de Hundredrooms. 
- 2014: Creación de la página en España.
- 2016: Apertura en Italia,[14][15] Francia y México.
- 2017: Expansión a Alemania y Reino Unido.